# وینسنت والر
وینسنت والر (انگلیسی: Vincent Waller؛ زادهٔ ۳۰ سپتامبر ۱۹۶۰) نویسنده، پویانما، صداپیشه و  کارگردان اهل ایالات متحده آمریکا است.